# Europapokal der Pokalsieger 1994/95
Der Europapokal der Pokalsieger 1994/95 war die 35. Ausspielung des Wettbewerbs der europäischen Fußball-Pokalsieger. 44 Klubmannschaften aus 43 Ländern nahmen teil, darunter Titelverteidiger FC Arsenal, 33 nationale Pokalsieger und 10 unterlegene Pokalfinalisten (FC Chelsea, FC Brügge, Pirin Blagoewgrad, Keflavik IF, F91 Dudelange, Bangor FC, Łódzki KS, ZSKA Moskau, Tatran Prešov und Fandok Babrujsk). Erstmals war mit Tiligul Tiraspol eine Mannschaft aus Moldau am Start.
Aus Deutschland waren DFB-Pokalsieger Werder Bremen, aus Österreich ÖFB-Cupsieger FK Austria Wien, aus der Schweiz Cupsieger Grasshopper Club Zürich und aus Liechtenstein Pokalsieger FC Schaan am Start.
Das Finale im Prinzenparkstadion von Paris gewann Real Saragossa mit 2:1 nach Verlängerung gegen Titelverteidiger FC Arsenal, der erneut das Finale erreicht hatte.
Torschützenkönig wurde der Engländer Ian Wright vom Finalisten FC Arsenal mit 9 Toren.

## Modus
Die Teilnehmer spielten wie gehabt im reinen Pokalmodus mit Hin- und Rückspielen den Sieger aus. Gab es nach beiden Partien Torgleichstand, entschied die Anzahl der auswärts erzielten Tore (Auswärtstorregel). War auch deren Anzahl gleich fand im Rückspiel eine Verlängerung statt, in der auch die Auswärtstorregel galt. Herrschte nach Ende der Verlängerung immer noch Gleichstand, wurde ein Elfmeterschießen durchgeführt. Das Finale wurde in einem Spiel auf neutralem Platz entschieden. Bei unentschiedenem Spielstand nach Verlängerung wäre der Sieger ebenfalls in einem Elfmeterschießen ermittelt worden.

## Qualifikation
Die Hinspiele fanden am 11. August, die Rückspiele am 24./25. August 1994 statt.
|                      | Gesamt    |                          | Hinspiel | Rückspiel |
| -------------------- | --------- | ------------------------ | -------- | --------- |
| Pirin Blagoewgrad    | 4:0       | FC Schaan                | 3:0      | 1:0       |
| B71 Sandur           | 0:7       | HJK Helsinki             | 0:5      | 0:2       |
| Keflavík ÍF          | 2:6       | Maccabi Tel Aviv         | 1:2      | 1:4       |
| Bangor FC            | 0:5       | FC Tatran Prešov         | 0:1      | 0:4       |
| FC Norma Tallinn     | 01:14     | NK Maribor               | 1:4      | 00:10     |
| Fandok Babrujsk      | (a)4:4(a) | SK Tirana                | 4:1      | 0:3       |
| Tiligul Tiraspol     | 1:4       | Omonia Nikosia           | 0:1      | 1:3       |
| Ferencváros Budapest | 12:20     | F91 Düdelingen           | 6:1      | 6:1       |
| FC Floriana          | 2:3       | Sligo Rovers             | 2:2      | 0:1       |
| Barry Town United    | 0:7       | Vilnius FK Žalgiris-EBSW | 0:1      | 0:6       |
| FK Bodø/Glimt        | 6:0       | Olimpija Riga            | 6:0      | 0:0       |
| FK Viktoria Žižkov   | 4:3       | IFK Norrköping           | 1:0      | 3:3       |

## 1. Runde
Die Hinspiele fanden am 13./15. September, die Rückspiele am 29. September 1994 statt.
|                          | Gesamt          |                      | Hinspiel | Rückspiel |
| ------------------------ | --------------- | -------------------- | -------- | --------- |
| Maccabi Tel Aviv         | 0:2             | Werder Bremen        | 0:0      | 0:2       |
| ZSKA Moskau              | 3:3 (6:7 i. E.) | Ferencváros Budapest | 2:1      | 1:2 n. V. |
| Omonia Nikosia           | 1:6             | FC Arsenal           | 1:3      | 0:3       |
| Dundee United            | 4:5             | FC Tatran Prešov     | 3:2      | 1:3       |
| Gloria Bistrița          | 2:5             | Real Saragossa       | 2:1      | 0:4       |
| Sligo Rovers             | 2:5             | FC Brügge            | 1:2      | 1:3       |
| FC Porto                 | 3:0             | ŁKS Łódź             | 2:0      | 1:0       |
| Vilnius FK Žalgiris-EBSW | 2:3             | Feyenoord Rotterdam  | 1:1      | 1:2       |
| Pirin Blagoewgrad        | 1:8             | Panathinaikos Athen  | 0:2      | 1:6       |
| Beşiktaş Istanbul        | 3:1             | HJK Helsinki         | 2:0      | 1:1       |
| Croatia Zagreb           | 3:4             | AJ Auxerre           | 3:1      | 0:3       |
| Grasshopper Club Zürich  | 3:1             | Tschornomorez Odessa | 3:0      | 0:1       |
| NK Maribor               | 1:4             | FK Austria Wien      | 1:1      | 0:3       |
| FK Bodø/Glimt            | 3:4             | Sampdoria Genua      | 3:2      | 0:2       |
| Brøndby IF               | 4:0             | SK Tirana            | 3:0      | 1:0       |
| FC Chelsea               | 4:2             | FK Viktoria Žižkov   | 4:2      | 0:0       |

## 2. Runde
Die Hinspiele fanden am 20. Oktober, die Rückspiele am 3. November 1994 statt.
|                     | Gesamt    |                         | Hinspiel | Rückspiel |
| ------------------- | --------- | ----------------------- | -------- | --------- |
| FC Porto            | 6:2       | Ferencváros Budapest    | 6:0      | 0:2       |
| FC Brügge           | 1:0       | Panathinaikos Athen     | 1:0      | 0:0       |
| Sampdoria Genua     | 5:3       | Grasshopper Club Zürich | 3:0      | 2:3       |
| Beşiktaş Istanbul   | 2:4       | AJ Auxerre              | 2:2      | 0:2       |
| Feyenoord Rotterdam | 5:3       | Werder Bremen           | 1:0      | 4:3       |
| FC Chelsea          | (a)1:1(a) | FK Austria Wien         | 0:0      | 1:1       |
| Brøndby IF          | 3:4       | FC Arsenal              | 1:2      | 2:2       |
| FC Tatran Prešov    | 1:6       | Real Saragossa          | 0:4      | 1:2       |

## Viertelfinale
Die Hinspiele fanden am 20. Februar / 2. März, die Rückspiele am 14./16. März 1995 statt.
|                     | Gesamt          |                | Hinspiel | Rückspiel |
| ------------------- | --------------- | -------------- | -------- | --------- |
| FC Brügge           | 1:2             | FC Chelsea     | 1:0      | 0:2       |
| Feyenoord Rotterdam | 1:2             | Real Saragossa | 1:0      | 0:2       |
| Sampdoria Genua     | 1:1 (5:3 i. E.) | FC Porto       | 0:1      | 1:0 n. V. |
| FC Arsenal          | 2:1             | AJ Auxerre     | 1:1      | 1:0       |

## Halbfinale
Die Hinspiele fanden am 6. April, die Rückspiele am 26. April 1995 statt.
|                | Gesamt          |                 | Hinspiel | Rückspiel |
| -------------- | --------------- | --------------- | -------- | --------- |
| FC Arsenal     | 5:5 (3:2 i. E.) | Sampdoria Genua | 3:2      | 2:3 n. V. |
| Real Saragossa | 4:3             | FC Chelsea      | 3:0      | 1:3       |

## Finale
| Real Saragossa                                               | Real Saragossa | FC Arsenal | FC Arsenal | Aufstellung                                 |
| ------------------------------------------------------------ | --- | --- | ---------- | ------------------------------------------- |
| Real Saragossa                                               | \| 10. Mai 1995 um 20:30 Uhr (MESZ) in Paris (Parc des Princes) \| \| Ergebnis: 2:1 n. V. (1:1, 0:0) \| \| Zuschauer: 42.000 \| \| Schiedsrichter: Piero Ceccarini ( Italien) \|                                                                       | \| 10. Mai 1995 um 20:30 Uhr (MESZ) in Paris (Parc des Princes) \| \| Ergebnis: 2:1 n. V. (1:1, 0:0) \| \| Zuschauer: 42.000 \| \| Schiedsrichter: Piero Ceccarini ( Italien) \|                                                             | FC Arsenal | Aufstellung Real Saragossa gegen FC Arsenal |
| Real Saragossa                                               | Andoni Cedrún – Alberto Belsué, Jesús Solana, Fernando Cáceres, Nayim – Xavier Aguado, Miguel Pardeza , Santiago Aragón, Juan Esnáider – Francisco Higuera (68. Jesús García Sanjuán) (114. Geli), Gustavo Poyet Cheftrainer: Víctor Fernández Braulio | David Seaman – Lee Dixon, Nigel Winterburn (47. Steve Morrow), Andy Linighan, Tony Adams , Martin Keown (45. David Hillier) – Stefan Schwarz, Paul Merson, Ray Parlour – Ian Wright, John Hartson Cheftrainer: Stewart Houston ( Schottland) | FC Arsenal | Aufstellung Real Saragossa gegen FC Arsenal |
| Real Saragossa                                               | 1:0 Juan Esnáider (67.) 2:1 Nayim (119.) | 1:1 John Hartson (75.) | FC Arsenal | Aufstellung Real Saragossa gegen FC Arsenal |
| Real Saragossa                                               | Francisco Higuera, Alberto Belsué, Santiago Aragón, Nayim | John Hartson, Paul Merson | FC Arsenal | Aufstellung Real Saragossa gegen FC Arsenal |
| 10. Mai 1995 um 20:30 Uhr (MESZ) in Paris (Parc des Princes) | | |            |                                             |
| Ergebnis: 2:1 n. V. (1:1, 0:0)                               | | |            |                                             |
| Zuschauer: 42.000                                            | | |            |                                             |
| Schiedsrichter: Piero Ceccarini ( Italien)                   | | |            |                                             |

## Eingesetzte Spieler Real Saragossa
| 1.             | Real Saragossa |
| Real Saragossa | - Tor: Andoni Cedrún (5/-); Juanmi (4/-) - Abwehr: Fernando Cáceres (9/-); Xavier Aguado (8/1); Alberto Belsué (8/-); Jesús García Sanjuán (6/-); Jesús Solana (6/-); Cafu (1/-); Darío Franco (1/-) - Mittelfeld: Nayim (9/1); Santiago Aragón (8/1); Geli (8/-); Miguel Pardeza (7/3); Gustavo Poyet (7/3); Oscar Luis (6/1); Iñigo Lizarralde (3/-) - Sturm: Juan Esnáider (9/8); Francisco Higuera (8/-); José Luis Loreto (3/-) - Trainer: Víctor Fernández Braulio |

## Beste Torschützen
| Rang | Spieler           | Klub                 | Tore |
| ---- | ----------------- | -------------------- | ---- |
| 1    | Ian Wright        | FC Arsenal           | 9    |
| 2    | Juan Esnáider     | Real Saragossa       | 8    |
| 3    | Henrik Larsson    | Feyenoord Rotterdam  | 7    |
| 4    | Kliton Bozgo      | NK Maribor           | 5    |
| 5    | Péter Lipcsei     | Ferencváros Budapest | 4    |
|      | Bent Inge Johnsen | FK Bodø/Glimt        | 4    |
|      | Róbert Kočiš      | 1. FC Tatran Prešov  | 4    |